# Кожин, Артём Александрович
Артём Алекса́ндрович Ко́жин (род. 7 декабря 1974) — российский дипломат.

## Биография
Окончил Московский государственный институт международных отношений МИД России (МГИМО) (1997). Владеет арабским и английским языками. На дипломатической работе с 1997 года.
В 2011—2015 годах — советник Посольства России в Великобритании.
В 2015—2020 годах — начальник отдела, заместитель директора Департамента информации и печати МИД России.
С 15 января 2020 года — чрезвычайный и полномочный посол Российской Федерации на Сейшельских Островах.

## Дипломатический ранг
- Чрезвычайный и полномочный посланник 2 класса (10 февраля 2018)[2].
- Чрезвычайный и полномочный посланник 1 класса (9 февраля 2023)[3].

## Награды
- Орден Дружбы (10 марта 2025 года) — за вклад в реализацию внешнеполитического курса Российской Федерации и многолетнюю добросовестную дипломатическую службу[4]